# António Caetano do Amaral
Pour les articles homonymes, voir Amaral.
António Caetano do Amaral est un érudit portugais, connu par ses recherches sur l’histoire de la législation de son pays.

## Biographie
Né en 1747 et mort à Lisbonne en 1819, a publié plusieurs mémoires insérés dans ceux de l’Académie des sciences de Lisbonne. Celui dans lequel il traite de la forme du gouvernement et des mœurs des peuples qui ont habité la Lusitanie, depuis les temps les plus anciens jusqu’à l’établissement de la monarchie portugaise, est inséré dans le premier volume de cette collection, qui parut en 1792 ; le second est inséré dans le deuxième volume, et le troisième se trouve dans le sixième. L’auteur y examine l’état civil de la Lusitanie puis l’invasion des peuples du nord jusqu’à celle des Arabes. Le quatrième mémoire, faisant suite aux précédents, a paru dans le septième volume de la collection. Amaral a ensuite publié, dans l’Historia e Memorias da academia real das sciencias de Lisboa, vol. 1er, 1797 :
- Mémoires pour servir à l’histoire de la législation et des mœurs du Portugal ;
- État de la Lusitanie jusq’au temps où elle a été réduite en province romaine. Il a, par ordre de la même académie, dirigé la publication de l’ouvrage inédit de Diogo do Couto intitulé Soldado pratico (Le soldat expérimenté), où ce célèbre historien, qui avait résidé longtemps dans l’Inde, expose les principales causes de la décadence des Portugais en Asie, Lisbonne, 1790, 1 vol. in-8°.